# Karl-Heinz Metzner
Karl-Heinz Metzner (Kassel, 1923. január 9. – Kassel, 1994. október 25.) nyugatnémet válogatott világbajnok német labdarúgó, fedezet.

## Pályafutása

### Klubcsapatban
1943-44-ben a Borussia Fulda csapatában szerepelt. Ezt követően a második világháborúban katonaként szolgált és egy súlyos, maradandó  kézsérülést szenvedett, mely egész élete végéig hátrányt jelentett a számára. 1949 és 1961 között a Hessen Kassel meghatározó játékosa volt.

### A válogatottban
1952 és 1953 között két alkalommal szerepelt a nyugatnémet válogatottban. Tagja volt az 1954-es világbajnok csapatnak, de pályára nem lépett.

## Sikerei, díjai
NSZK
- Világbajnokság
  - világbajnok: 1954, Svájc